# کوووجژ
کوووجژ (به لهستانی:  Kołodzież) یک روستا در لهستان است که در گمینا مونگکی واقع شده‌است.